# 마크 메시어 리더십 상
마크 메시어 리더십 상(영어: Mark Messier Leadership Award)은 내셔널 하키 리그 (NHL)의 상이다. 매년 "빙상 퍼포먼스, 팀 구성원의 동기 부여, 지역 사회 활동 및 자선 활동에 대한 헌신을 통해 긍정적인 모범을 보이는 개인"에게 수여된다.